# Daviscupový tým Arménie
Daviscupový tým Arménie reprezentuje Arménii v Davisově poháru od roku 1996 pod vedením národního tenisového svazu. Před rokem 1992 arménští tenisté reprezentovali Sovětský svaz.
Družstvo nikdy nepostoupilo do šestnáctičlenné Světové skupiny, hrané v letech 1981–2018. Nejlepším výsledkem je účast ve čtvrtfinále II. skupiny euroafrické zóny v roce 2001.
V Davis Cupu 2019 celek obsadil 7. místo ve IV. evropské skupině euroafrické zóny.

## Složení týmu 2019
- Artur Soghojan
- Mikajel Chačatrjan
- Sedrak Chačatrjan
- Daniel Karapeťjan